# 瞿道文
瞿道文（1919年—2015年2月4日），四川达州市通川区人，中国人民解放军少将。
早年参加中国工农红军和长征。此后担任淞沪警备司令部军法处处长兼保卫部部长。中华人民共和国成立后，担任华东军区防空部队政治部副主任，南京军区空军政治部第二主任，空四军副政委。1964年，授予少将军衔。2015年2月4日去世。